# DAF Pony

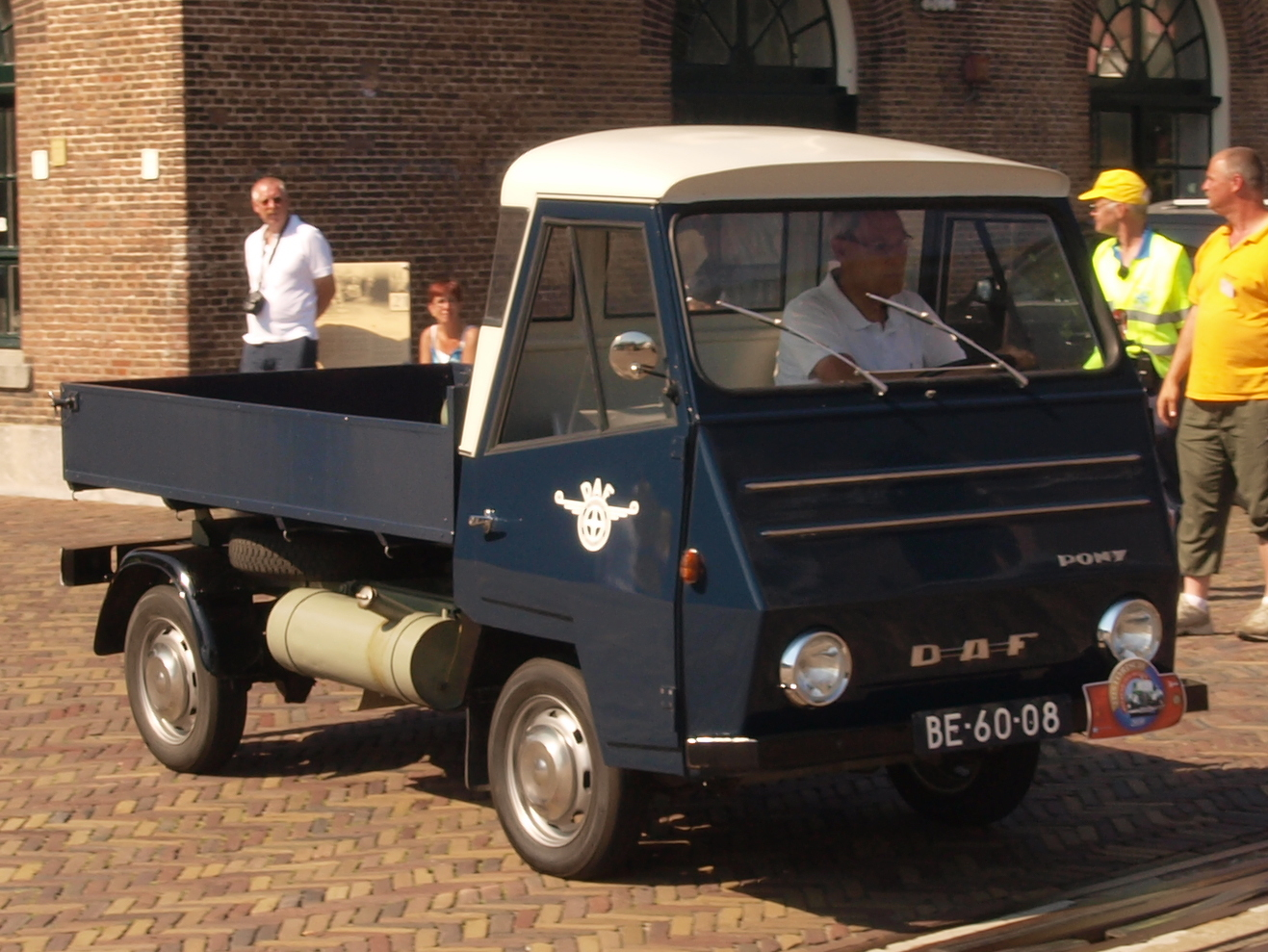
Het productiemodel van de DAF Pony (1969)

De DAF Pony was een kleine vrachtauto van de Nederlandse fabrikant DAF. De productie begon in 1968 en werd in 1969 gestaakt. 
De Pony werd ontwikkeld uit een mislukte inschrijving op een aanbesteding van het Amerikaanse leger, dat een lichte terreintruck nodig had. Het project werd uiteindelijk gegund aan een Amerikaans bedrijf, maar uit het ontwerp van DAF zou de Pony voortkomen. De Pony was uitgevoerd met een aangepaste tweecilinderboxermotor van 844 cc met een vermogen van 44 pk en de variomatic van de DAF 44. De topsnelheid was 70 km/u - ideaal voor distributiewerk in en rond de stad. Hij werd geleverd als vrachtwagen met laadbak en als truck/oplegger-combinatie. De cabine was voorzien van twee heel eenvoudige kantinestoelen. De leverbare kleuren waren Albina - wit, Rolita - donkerrood en Helios - donkergrijsblauw. DAF had hoge verwachtingen van de Pony maar na 700 stuks werd de productie gestaakt omdat de afzet tegenviel.
In Nederland stonden er in augustus 2019 naar schatting nog 30 op kenteken - bron: RDW.

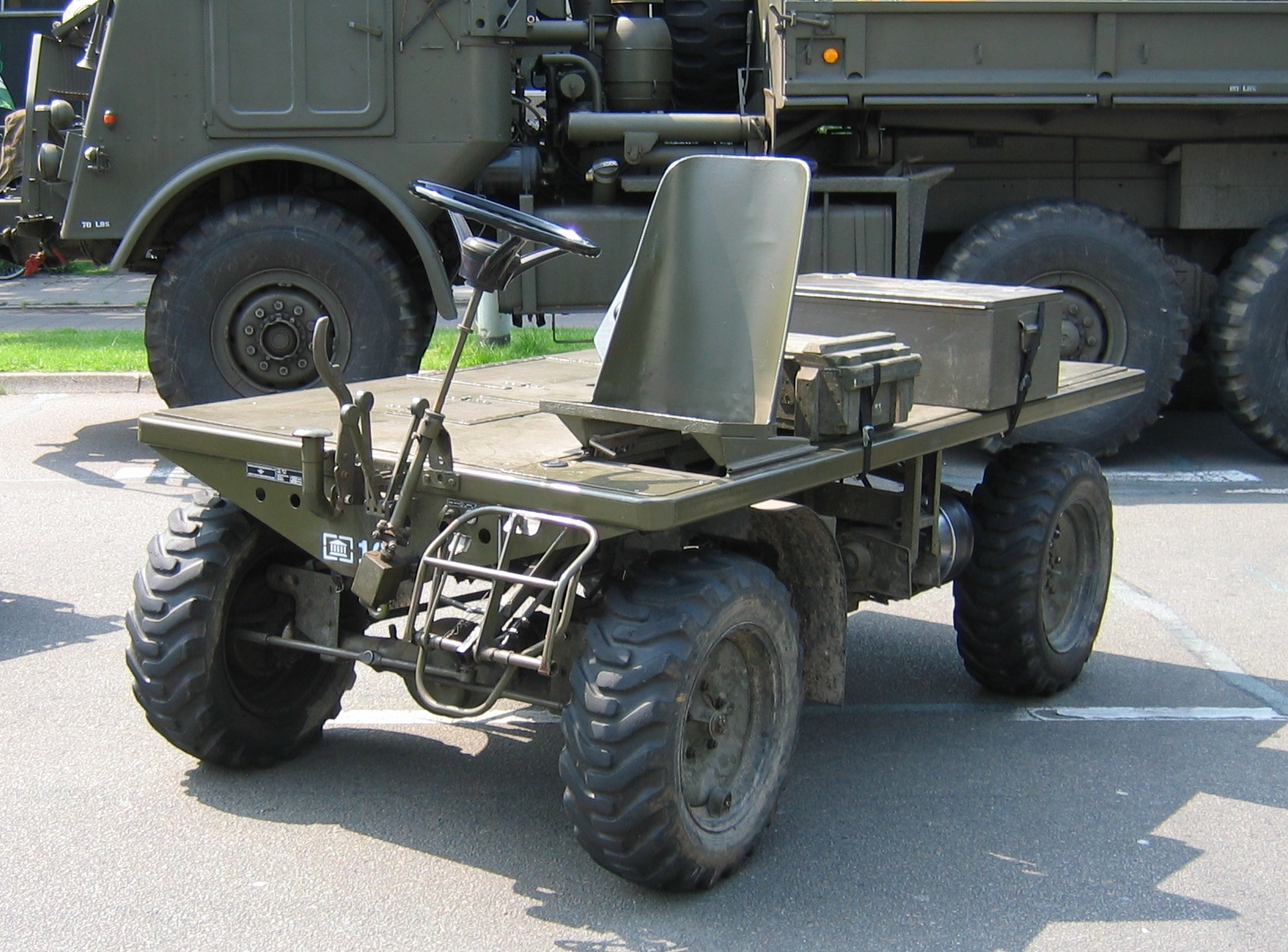
Het prototype van de militaire Pony die niet in productie zou gaan